# 大阿克拉大區
大阿克拉大區（英語：Greater Accra Region）是加納的16個大區之一，位於該國東南部，首府阿克拉，下分16縣，北臨東部大區，東北面是沃爾特大區，南接畿內亞灣，西面是中部大區，面積3,245平方公里，2021年人口5,455,692人。